# Castelnaudary
Castelnaudary è un comune francese di 12 262 abitanti situato nel dipartimento dell'Aude nella regione dell'Occitania.

## Storia
Il 1º settembre 1632 si svolse a Castelnaudary l'ultima battaglia importante dell'esercito di Luigi XIII contro i ribelli secessionisti ugonotti del sud del Paese. Un piccolo esercito agli ordini del Maresciallo di Francia Enrico, conte di Schomberg, composto di circa 2 500 uomini si scontrò con gli insorti, circa 1 500 nobili, agli ordini di Enrico II di Montmorency, e dopo meno di un'ora i secessionisti furono sonoramente sconfitti. Il Montmorency, rimasto gravemente ferito, fu catturato, processato e giustiziato circa due mesi dopo a Tolosa.

## Monumenti e luoghi d'interesse

### Architetture civili

#### Canal du Midi
L'insediamento è attraversato dal Canal du Midi, patrimonio mondiale dell'UNESCO, che crea qui un grande bacino di raccolta. Molto importante anche la chiusa quadrupla di St. Roch, unica in tutto il canale.

### Architetture militari
Castelnaudary è sede della caserma Danjou che ospita il quarto Reggimento straniero (4RE) della Legione straniera francese, ed è il centro di allenamento e preparazione delle reclute.

## Società

### Evoluzione demografica
Abitanti censiti

## Cultura

### Cucina
La cittadina è famosa per il suo piatto tipico, il cassoulet.

## Amministrazione

### Gemellaggi
- Marradi